# Episodi di Flipper (terza stagione)
| Nº | Titolo originale                        | Titolo italiano                      | Prima TV USA      | Prima TV Italia |
| -- | --------------------------------------- | ------------------------------------ | ----------------- | --------------- |
| 1  | Agent Bud                               | Agente Bud                           | 17 settembre 1966 |                 |
| 2  | Disaster in the Everglades (1)          |                                      | 24 settembre 1966 |                 |
| 3  | Disaster in the Everglades (2)          |                                      | 1º ottobre 1966   |                 |
| 4  | Lost Dolphin                            |                                      | 8 ottobre 1966    |                 |
| 5  | The Warning                             |                                      | 15 ottobre 1966   |                 |
| 6  | Cupid Flipper                           | Il detective                         | 22 ottobre 1966   |                 |
| 7  | An Errand for Flipper                   | Una commissione per Flipper          | 29 ottobre 1966   |                 |
| 8  | Whale Ahoy                              | Un sogno                             | 5 novembre 1966   |                 |
| 9  | Explosion                               |                                      | 12 novembre 1966  |                 |
| 10 | Executive Bud                           | Bud dirigente                        | 19 novembre 1966  |                 |
| 11 | Flipper and the Puppy                   | Flipper e il cagnolino               | 26 novembre 1966  |                 |
| 12 | Flipper's Island                        | -                                    | 3 dicembre 1966   |                 |
| 13 | Alligator Duel                          |                                      | 10 dicembre 1966  |                 |
| 14 | Flipper and the Fugitive (1)            | Il fuggiasco (parte uno)             | 7 gennaio 1967    |                 |
| 15 | Flipper and the Fugitive (2)            | Il fuggiasco (parte due)             | 14 gennaio 1967   |                 |
| 16 | The Most Expensive Sardine in the World | La più costosa sardina del mondo     | 21 gennaio 1967   |                 |
| 17 | Flipper and the Seal                    |                                      | 28 gennaio 1967   |                 |
| 18 | Dolphins Don't Sleep                    | I delfini non dormono                | 4 febbraio 1967   |                 |
| 19 | Aunt Martha                             | Zia Marta                            | 11 febbraio 1967  |                 |
| 20 | Dolphin for Ransom                      |                                      | 18 febbraio 1967  |                 |
| 21 | A Dolphin in Time                       | L'Oceanografico                      | 25 febbraio 1967  |                 |
| 22 | Decision for Bud                        |                                      | 4 marzo 1967      |                 |
| 23 | The Firing Line (1)                     | L'ultimo assegno (parte uno)         | 11 marzo 1967     |                 |
| 24 | The Firing Line (2)                     | L'ultimo assegno (parte due)         | 18 marzo 1967     |                 |
| 25 | Devil Ray                               |                                      | 25 marzo 1967     |                 |
| 26 | Cap'n Flint                             |                                      | 1º aprile 1967    |                 |
| 27 | Flipper's New Friends (1)               | I nuovi amici di Flipper (parte uno) | 8 aprile 1967     |                 |
| 28 | Flipper's New Friends (2)               | I nuovi amici di Flipper (parte due) | 15 aprile 1967    |                 |